# John Crocker
John Tredinnick Crocker (4 januari 1896 – 9 maart 1963) was een Britse legerofficier en korpscommandant tijdens de Tweede Wereldoorlog.

## Eerste Wereldoorlog
Bij de uitbraak van de Eerste Wereldoorlog was Crocker een soldaat bij de Artists' Rifles, een trainingskorps voor officieren voordat hij als officier werd toegevoegd bij de Machine Gun Corps. Hij maakte een goede carrière door tijdens de oorlog en werd met zowel de Orde van Voorname Dienst en de Military Cross onderscheiden tijdens zijn dienst bij de 174th Machine Gun Company of 59e Divisie in Frankrijk.

## Interbellum
Na de wapenstilstand verliet Crocker het leger om voor advocaat te gaan studeren. Maar hij voelde zich niet thuis in zijn nieuwe baan en besloot terug te keren naar het leger. Na een korte periode te hebben gediend als een infanterieofficier bij de Middlesex Regiment specialiseerde Crocker zich in de nieuwe vorm van gemechaniseerde oorlogvoering en ging 1923 bij de Royal Tank Corps. Hij bekleedde diverse veld- en staffuncties zoals Brigade Major bij Percy Hobart en General Staff officer 1 bij Alan Brooke. Toen de Tweede Wereldoorlog begon was Crocker een General Staff officer 1 bij de Southern Command.

## Tweede Wereldoorlog
In april 1940 werd hij benoemd tot bevelhebber van de 3e Pantserbrigade bij de 1e Pantserdivisie in Frankrijk. De brigade van Crocker werd in 1940 net als het grootste deel van de British Expeditionary Force (BEF) virtueel vernietigd tijdens de Slag om Frankrijk. Hij landde bij Cherbourg toen de rest van de BEF zich terugtrok naar Duinkerke en viel met de 1e Pantserdivisie zonder succes de Duitse bruggenhoofden over de rivier de Somme aan. Daarna trokken ze zich terug naar Cherbourg waar de overblijfselen van de divisie (inclusief de laatste 13 tanks van de brigade) werden geëvacueerd.
Toen Crocker was teruggekeerd in Groot-Brittannië kreeg hij het bevel over de 6e Pantserdivisie en in september 1942 over het 9e Legerkorps. In 1943 werd hij opnieuw overzee gezonden, dit keer naar Tunesië. Crocker was ongeduldig bij de Fondouk-pas op 8 april 1943 toen hij een poging waagde om de 6e Pantserdivisie en de 34e Amerikaanse Infanteriedivisie door een gat in de haastig gerepareerde Duitse verdediging te drukken. Crocker raakte tijdens een trainingsoefening gewond, tijdens een demonstratie van het PIAT antitankwapen en hij nam niet meer deel aan de oorlog in Noord-Afrika. Hij liet wel een controverse over zich heen waaien om in de pers kritiek te uiten op de prestaties van de Amerikaanse troepen.
Na zijn terugkeer in augustus 1943 kreeg Crocker het bevel over het 1e Legerkorps, dat deel uitmaakte van het 2e Leger van Miles Dempsey, waar hij zich voorbereidde op Operatie Overlord. Ondanks de achtergrond van Crocker in gemechaniseerde oorlogsvoering was het 1e Legerkorps voornamelijk een infanterieformatie, maar Bernard Montgomery, bevelhebber van de 21e Legergroep had vertrouwen in zijn organisatorische vaardigheden en droeg het 1e Legerkorps op om Caen te veroveren. Op D-Day had Crocker een grote verantwoordelijkheid, hij kreeg de controle over twee landingsstranden (Juno en Sword). Ondanks de onafwendbare mislukkingen gingen de landingen volgens de planning van Crocker.
Maar Caen viel niet op D-day in geallieerde handen en het legerkorps van Crocker nam deel aan de twee maanden durende Slag om Caen en Operatie Charnwood. In augustus 1944 kwam hij onder commando te staan van luitenant-generaal Harry Crerar, bevelhebber van het Eerste Canadese Leger en het 1e Legerkorps rukte op naar de rivier de Seine en nam deel aan de schoonmaakoperaties langs de Franse en Belgische kust. Bij de Duitse overgave in mei 1945 stond het 1e Legerkorps nog steeds aan de zuidelijke oevers van de rivier de Maas met het Duitse 25ste Leger tegenover zich.

## Na de Tweede Wereldoorlog
In 1945 werd Crocker benoemd tot General Officer Commanding-in-Chief van de Southern Command en in 1947 werd hij benoemd tot opperbevelhebber van de Middle East Land Forces. In 1950 werd hij benoemd tot Adjudant-generaal van de Troepen en ging tot slot in 1953 met pensioen bij het leger. In 1949 werd Crocker aanbevolen door Montgomery om hem op te volgen als Chief of the Imperial General Staff, maar premier Clement Attlee benoemde William Slim. De belangrijkste naoorlogse bijdrage van Crocker was het schrijven van handleidingen die de Britse leer van pantseroorlogsvoering tijdens de Koude Oorlog vastlegde.
Na zijn pensioen bij het leger was Crocker vicevoorzitter van de Commonwealth War Graves Commission en Lord Lieutenant of Middlesex.

## Militaire loopbaan
- Private: 1915
- Titulair Lieutenant-colonel: 1 juli 1936[1]
- Major: 1 april 1937[1]
- Titulair Colonel: 1 februari 1938 (gedateerd 1 februari 1937)[1]
- Colonel: 6 augustus 1938 (gedateerd 1 februari 1937)[1]
- Waarnemend Brigadier: 21 april 1940[1]
- Waarnemend Major-general: 18 september 1940[1]
- Tijdelijk Brigadier: 21 oktober 1940[1]
- Teruggezet naar Colonel: 17 januari 1941[1]
- Tijdelijk Brigadier: 22 februari 1941[1]
- Waarnemend Major-general: 22 februari 1941[1]
- Tijdelijk Major-general: 22 oktober 1941[1]
- Waarnemend Lieutenant-general: 16 maart 1942[1]
- Major-general: 4 december 1942 (gedateerd 16 november 1941)[1]
- Tijdelijk Lieutenant-general: 16 maart 1943	[1]
- Teruggezet naar Major-general: 29 mei 1943[1]
- Tijdelijk Lieutenant-general: 30 juli 1943[1]
- Lieutenant-general: 15 oktober 1945 (gedateerd 3 september 1944)[1]
- General: 6 maart 1947	 (gedateerd 2 oktober 1946)[1]

## Decoraties
- Ridder Grootkruis in de Orde van het Bad
- Ridder Commandeur in de Orde van het Britse Rijk
- Orde van Voorname Dienst
- Military Cross